# 一號坦克
一號坦克（德语：Panzerkampfwagen I, Pz. Kpfw. I）是納粹德国於1930年代研製的一款輕型戰車或小戰車，編號為Sd. Kfz. 101。I號战车自1932年開始設計，並於1934年開始大量生產，它原先僅作為德軍建構新一代的裝甲戰鬥與技術時所使用的訓練車輛，但後來將其投入了西班牙內戰、第二次世界大战的波蘭、法國、蘇聯、北非战场以及中國在抗日戰爭中使用。一號戰車於西班牙累積了使用經驗，幫助德軍分別於1939年和1940年擊敗了波蘭與法國，到了1941年，一號戰車的底盤被用於制造突擊砲和驅逐戰車。别國將一號戰車進行升級改裝來延長其服役壽命，在西班牙軍隊中一直服役到1954年。
一號戰車的戰鬥表現受限於其薄弱的裝甲和僅兩挺MG13通用機槍的貧弱火力，由於被設計成訓練車輛，一號戰車無法與同時期其他國家的輕型戰車相比，如蘇聯的T-26。雖然在戰鬥表現中顯得脆弱，但在1939年9月至1941年12月间，一號戰車仍佔德軍戰車中相當大的比重，並被投入期间的各大戰役中使用。小型且脆弱的一號戰車在重要性上可能比不过其他一些著名的德軍戰車，如IV号战车、虎式和黑豹坦克等，但它在納粹德國於二戰初期的一連串闪电战攻勢與勝利中佔有相當的地位。

## 發展歷史
1919年簽訂的凡爾賽條約禁止德國設計、生產和使用坦克。條約同時規定任何生產“装甲战斗车辆、坦克及类似的可以用于軍事用途的机器”的人都要被除以罰款十萬馬克和最高監禁六個月的处罚。
儘管德國國防軍人力和技術上受到凡爾賽條約的限制，數名國防軍軍官設立了一個秘密总参谋部辧公室，用來研究未來的戰略。雖然提出坦克作為新式武器得到上級冷漠的回應，德國企業卻被鼓勵研究坦克設計，同時軍方與蘇聯和瑞典秘密地合作。他們在研究時取得珍貴的技術資料，後來證明对德國的坦克設計有很大貢獻。1926年，德國萊茵金屬和戴姆勒-奔驰在苏联喀马坦克学校，制造了安裝75毫米主炮的坦克原型——「大拖拉机」（德语：Großtraktor）。1928年，又制造出更新的安装37毫米主炮的坦克原型「小拖拉机」（德语：Leichttraktor）。當「大拖拉機」開始在第1裝甲師服役時，「小拖拉機」仍在測試中。
在1920年代未至1930年代初，德國坦克理論有兩個領導者，奥斯瓦尔德·卢茨將軍和其參謀長海因茨·古德里安中校。古德里安的理論後來較有影響力，及變得很普及化。古德里安最終設想了裝甲軍團，由三種坦克組成，第一種包括移动速度較慢的歩兵坦克(大炮較小口徑，和少量機關槍)。古德里安說，歩兵坦克需擁有厚裝甲，以防禦敵人的反坦克炮和火炮。第二種是一種用作快速突破的坦克，需有足夠厚的裝甲防禦敵人的反坦克炮，還會有75毫米主炮。第三種是重型坦克，這種坦克將有150毫米主炮，及更厚的裝甲，以攻破敵人防禦工事。這種坦克將重達70至100吨，但是當時工業技術水平無法讓這種武裝量產。
阿道夫·希特勒在德國掌權後，批准成立裝甲師。古德里安簡化了他的建議，改為建議設計一種裝甲戰鬥車輛（演變成III號战车），及用作突破的坦克（IV號战车）。當時的軍人並沒有操作坦克的經驗，所以德國軍方訂制了一種用作過渡的坦克以用作訓練人員。這種坦克後來就演變成一號坦克。
I號战车的設計歷史可追塑至1932年，當時一種叫「农用拖拉机」（德语：Landswirtschaftlicher Schlepper, LaS）的裝甲戰鬥車輛。LaS原本並不是用作訓練德國裝甲兵，而是讓德國工業界準備好大量制造坦克。1932年7月，克虜伯發表了名為「兰德斯维克克虏伯A型」（德语：Landswerk Krupp A, LKA）的坦克原型，有大型炮塔T和兩挺7.92毫米MG13通用機槍  。在當時，即使是當時最薄的裝甲，機槍也不能對付，這些限制令一號戰車的用途變成了訓練。

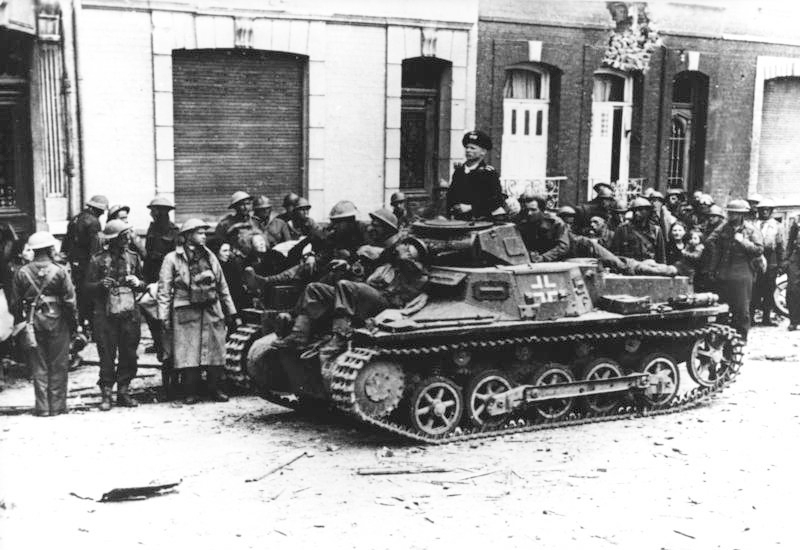
管理英國戰俘的I號战车

亨謝爾、MAN、克虜伯、戴姆勒和萊茵金屬合作制造出可供大量生產的LKA，把固定炮塔換成可旋轉炮塔。此設計被接納後，LKA在1934年投入服役。在生產前，這批坦克被稱為LaS和LKA。1938年，德國政府将其命名為「A号」(德语：Ausführung A) 。首15辆在1934年2月至3月生產的坦克沒有旋轉砲塔，所以它們被用作訓練。在生產了這批坦克後，可供戰時使用的A号正式開始生產。A号的裝甲很薄，最厚也只有13毫米。A号也有一些設計缺陷，例如平衡和引擊過熱等。操作時，駕駛坐在車箱內的位置，用傳統的轉向槓桿來控制坦克，而指揮官則於炮塔，也同時操作坦克的機槍。兩名人員可以透過語音管溝通。 機槍彈藥存分別放在5個弹匣內，每个弹匣有25發子彈。。

## 作戰紀錄

### 西班牙內戰
一號戰車的首次實戰為1936年的西班牙內戰，德國支援此战车給佛朗哥的国民军，期間測試各項功能，不過在作戰中已經凸顯出I號战车的火力及防護力皆不如蘇制T-26。

### 第二次世界大战
在接下來的欧洲战场以及非洲战场，I號战车皆為德军輔助战车。

### 中国抗日戰爭
除了歐洲外，中華民國在1936年訂購了150輛一號戰車A型，其中的16輛一號戰車A型納入陸軍裝甲兵團第三連編制，其他訂單因抗日战争爆發後被德國陸續取消:59。当时称「克虏伯式战车」。
另据克虏伯公司的资料，这批一號坦克是1936年第三季度售予中国政府的15辆I号LaS型二手坦克，总价103万德国马克。1937年6月22日在南京完成卸船。由于包装不善，导致车辆部件在海运途中发生严重锈蚀。长江中下游平原地区遍布水稻田，一號戰車车底距地面高度足够可在干涸的水稻田内行驶，但无法翻越田埂和沟渠堤岸。诱导齿高度仅45毫米，在越野行驶时行走机构内积存大量的泥草混合物，导致诱导齿实际外露高度仅有15至20毫米，因而极易甩脱履带。相形之下，中国装备的英制維克斯6噸坦克与卡登-洛伊德超轻型坦克履带诱导齿更长而优于LaS的越野能力。
在隨後的淞滬會戰時留守南京，南京保衛戰中與戰防砲教導隊第二營一部編組為戰炮分隊，其一排先在南京外圍淳化鎮據點狙擊日軍，殺敵頗重，但旋即被敵機摧毀2輛，並拋錨1輛而放棄，之後戰炮分隊擔任南京衛戊司令部總預備隊之一，忽聞南京撤守導致的大混亂下因無法渡河而遭到日本皇军俘虜，全車盡沒:53~55，還被日軍拿去靖國神社展示，為了避免破壞與德國即將締結的同盟关系故稱其為蘇製。

## 主要型號和衍生型

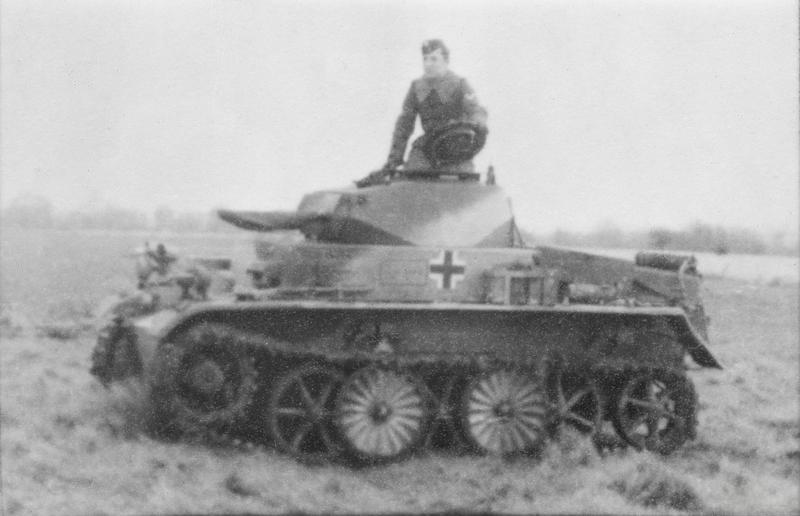
一號戰車C型

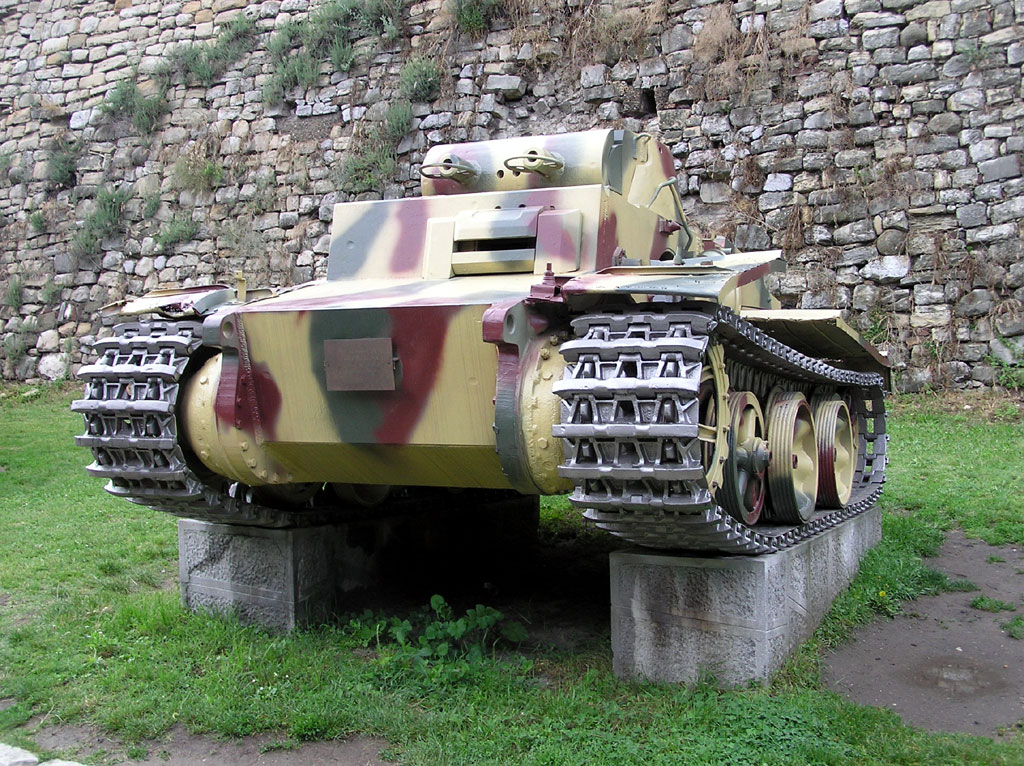
一號戰車F型

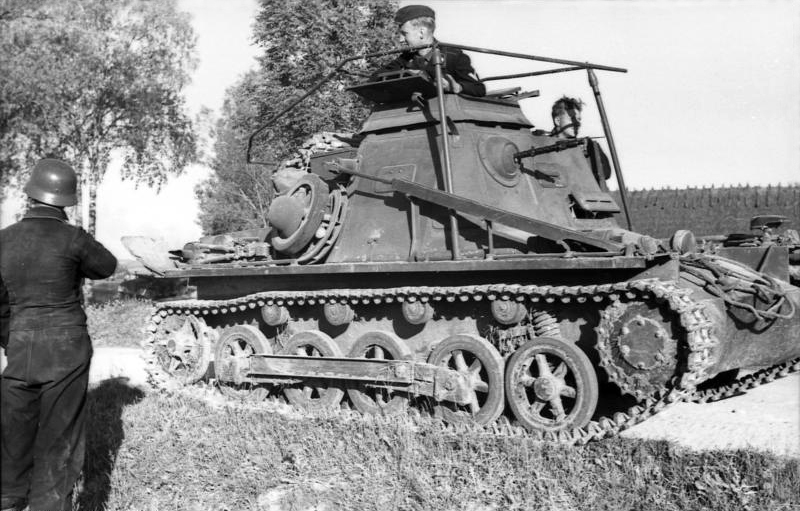
一號指揮戰車

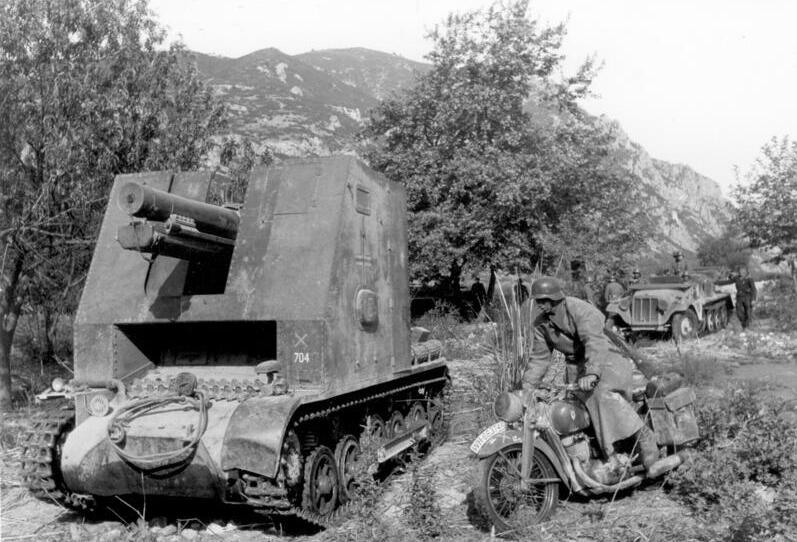
一號自行重步兵炮

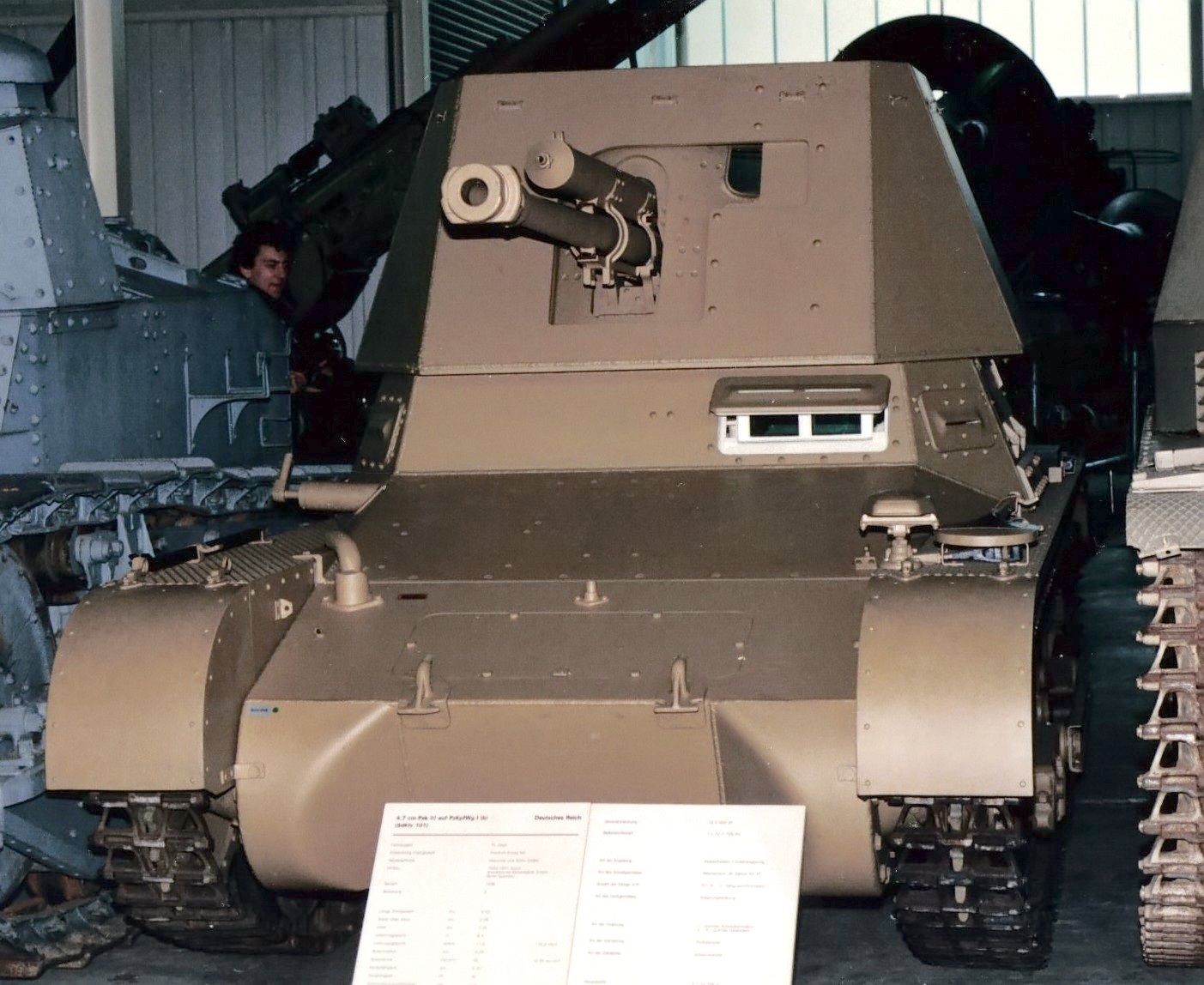
一號自走反坦克炮

| 年份 | 1934 | 1935 | 1936 | 1937 | 1942 | 总数  |
| ---- | ---- | ---- | ---- | ---- | ---- | ----- |
| 產量 | 54   | 851  | 557  | 31   | 70   | 1,563 |

| 年份 | 底盤 | 上部結構 | 炮塔 |
| ---- | ---- | -------- | ---- |
| 1933 | 31   | 0        | 0    |
| 1934 | 337  | 54       | 54   |
| 1935 | 811  | 851      | 851  |
| 1936 | 574  | 565      | 557  |
| 1937 | 114  | 255      | 31   |
| 1938 | 0    | 22       | 0    |
| 1939 | 0    | 0        | 0    |

- 備註:

底盤+上部結構 = 訓練用車輛
底盤+炮塔 = 指揮坦克
一號戰車A型底盤訓練車
底盤訓練車，只有上部結構，無炮塔。
一號戰車A型
一號戰車的初期生產型。参与了西班牙內戰、相较于西班牙共和军裝備的苏制T-26明顯居於劣勢，為了對付相較而言性能更為優秀的T-26，因此一部分換裝了義大利製20毫米機炮，1934至1936年一共生產了818輛。
| 基本規格       | 基本規格                     |
| -------------- | ---------------------------- |
| 長             | 4.02m                        |
| 寬             | 2.06m                        |
| 高             | 1.72m                        |
| 最大裝甲厚度   | 13mm                         |
| 武裝           | 2挺7.92毫米MG13通用机枪      |
| 戰鬥重量       | 5.4吨                        |
| 引擎           | 克虜伯M305四缸氣冷式汽油引擎 |
| 功率           | 60马力                       |
| 最高速度       | 37公里/时                    |
| 最大行動距離   | 145公里                      |
| 傳動裝置       | 5前1後                       |
| 無線電通訊電台 | FuG2                         |

一號戰車為輕型雙人座戰車，车身裝甲極為薄弱，且有許多明顯的開口、縫隙以及縫合處。齒輪箱為標準的商用撞擊式，共有5個前進檔和1個倒車檔。車身乘載系統外部有大型的橫槓，自外部連結每個路輪的輪軸直到惰輪為止。履帶的驅動輪位於前方，以致戰車底板下方有跟傳動軸從引擎經由駕駛的腳旁連接到驅動輪。2名成員共用同一間戰鬥艙，駕駛從車旁的艙門進入，而車長則由炮塔上方進入。在艙蓋完全閉合的情況下，車內成員的視野極為不佳，實際上車長大多冒出砲塔以求更佳的視野。炮塔是手动轉動，由車長負責操控炮塔上的2挺機槍，共攜有1,525發彈藥。
一號戰車B型底盤訓練車
底盤訓練車，只有上部結構，無炮塔。
一號戰車B型
由於克虏伯製氣冷引擎动力不足，因此改換裝了迈巴赫NL 38 TR六气缸液冷汽油引擎。由於換裝了新引擎，因此引擎室延長了400毫米，連帶車體延長，因此负重轮從一號戰車A型的4組增为5組，多增加了1個獨立的负重轮和托带轮，履帶的長度因而增加，而車尾的诱导轮也因此自地面往上提高。1935年至1937年一共生產了675輛。
| 基本規格       | 基本規格                         |
| -------------- | -------------------------------- |
| 長             | 4.42米                           |
| 寬             | 2.06米                           |
| 高             | 1.7米                            |
| 最大裝甲厚度   | 13毫米                           |
| 武裝           | 2挺7.92毫米MG13通用机枪          |
| 戰鬥重量       | 5.8吨                            |
| 引擎           | 迈巴赫NL 38 TR六汽缸液冷汽油引擎 |
| 功率           | 100马力                          |
| 最高速度       | 40公里/时                        |
| 最大行動距離   | 170公里                          |
| 涉水高度       | 0.58米                           |
| 攀爬垂直障礙   | 0.36米                           |
| 跨越壕溝距離   | 1.4米                            |
| 傳動裝置       | 5前1後                           |
| 無線電通訊電台 | FuG2                             |

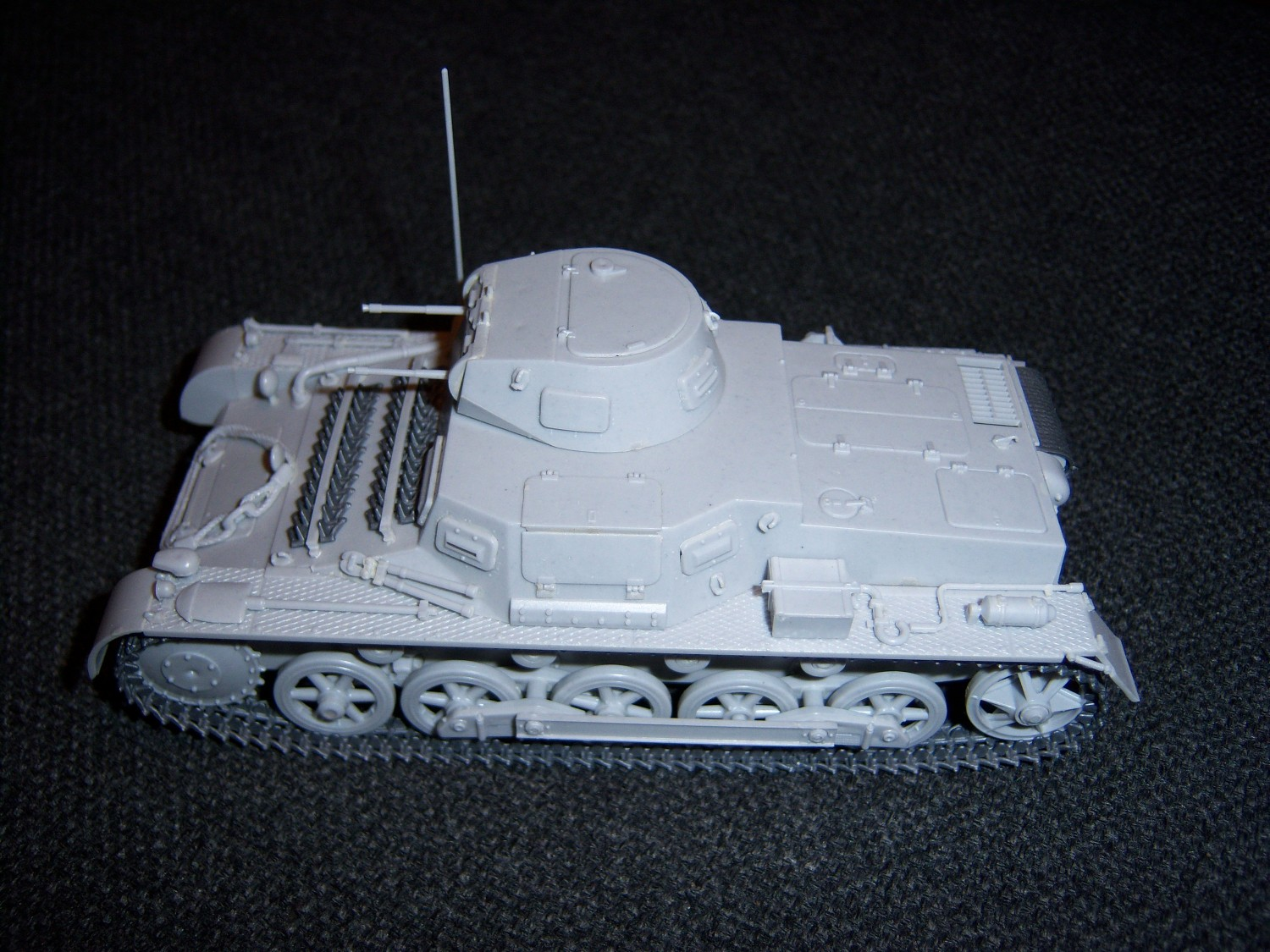
一號戰車B型

有一輛一號戰車B型被改裝為安裝柴油引擎的試驗性樣車，但其只能提供45馬力的功率，所以使用柴油引擎的方案是被否決了。
在西班牙內戰期间，部分被繳獲的一號戰車B型被改裝後安裝上了法國的25毫米哈奇开斯M1934/37反坦克炮重新投入使用。同時，部份參戰的一號戰車B型實驗性的改動炮塔，換上了義大利的20毫米布雷達M1935輕型高射炮以改善其戰鬥性能。
一號戰車B型熱帶型
一號戰車B型的熱帶改進型 ，供非洲軍團使用。
一號戰車C型（VK 6.01）
1938年秋，德國陸軍兵器局與克劳斯-玛菲、MAN和戴姆勒-奔驰三家公司簽約，著手開發新型的一號戰車或I一號戰車。新型一號戰車重量設定為6噸，代號VK 6.01，要求輕量與高速以做為空降與偵察戰車。原型車在1939年秋冬两季完成組裝與測試，正面裝甲為30毫米，側裝甲14.5毫米，與當時的IV號戰車相當，可以抵擋20毫米机炮的攻擊。又強化發電機並換裝變速箱，改裝後路上最高時速達79公里/時，但由於炮盾進行了換裝，可能会误认为安装與I一號戰車相同的20毫米機炮。一號戰車C型生產了40輛，在短暫的投入戰場之後又被修改回訓練用途。
| 特別規格       | 特別規格                                                                    |
| -------------- | --------------------------------------------------------------------------- |
| 長             | 4.19米                                                                      |
| 寬             | 1.92米                                                                      |
| 高             | 1.945米                                                                     |
| 武裝           | 1挺7.92毫米MG34通用机枪和1挺7.92毫米EW 141機槍（使用7.92×94毫米反坦克枪弹） |
| 戰鬥重量       | 8吨                                                                         |
| 正面裝甲厚度   | 30毫米                                                                      |
| 側面裝甲厚度   | 14.5毫米                                                                    |
| 引擎           | 迈巴赫HL 45 P 六汽缸液冷汽油引擎                                            |
| 功率           | 150马力                                                                     |
| 最高速度       | 79公里/时                                                                   |
| 最大行動距離   | 300公里                                                                     |
| 傳動裝置       | 8前1後                                                                      |
| 無線電通訊電台 | FuG Spr. A                                                                  |

一號戰車D型（VK 6.02）
一號戰車D型是在一號戰車C型的基礎上加厚裝甲的改進型，代号VK 6.02。
| 特別規格 | 特別規格                                                                    |
| -------- | --------------------------------------------------------------------------- |
| 武裝     | 1挺7.92毫米MG34通用机枪和1挺7.92毫米EW 141機槍（使用7.92×94毫米反坦克枪弹） |
| 引擎     | 迈巴赫HL 66 P六汽缸液冷汽油引擎                                             |
| 功率     | 180马力                                                                     |

一號戰車F型（VK 18.01）
1939年夏，德国入侵波兰，德军雖然迅速瓦解波蘭軍隊的有效抵抗，但是實際上德軍戰車的輕裝甲禁不起反戰車炮的攻击。同時，兵器局正計畫開發另一款新的I號战车或I一號戰車，主要訴求即為重裝甲。新型一號戰車設定重量18噸，代號VK 18.01，要求配備重裝甲以配合步兵攻擊，主武裝與一號戰車同為5挺機槍，維持5名乘員。
VK 18.01的正面装甲为80毫米，側後也有50毫米，正面可以抵擋當時德軍最強的50毫米穿甲彈直擊，側面則能防禦37毫米穿甲彈，最終整车重達21噸。
1939年底，第6兵監部要求兵器局開始30辆生產第0系列的VK 18.01。1940年2月，第6兵監部並要求預備開始生產100辆第1系列的VK 18.01，以便在1941年底可以開始交貨，但是此命令在1942年7月1日下令終止。
VK 18.01的第一輛原型車在1940年6月17日完成，並在1941年9底前完成全部30個炮塔的生產組裝，自1942年4月開始組裝第0系列的VK 18.01，在12月完成全部30輛的生產。1942年7月正式稱為一號戰車F型。
一號戰車原先設計為攻略法國馬奇諾防線時吸引炮火，但最後生產速度來不及戰場所需而戰爭已經結束，因此被轉用至东线战场。
一號戰車F型由於數量少且服役的部隊不多，故從未使用Zimmerit抗磁性涂层。
| 特別規格       | 特別規格                |
| -------------- | ----------------------- |
| 長             | 4.375米                 |
| 寬             | 2.64米                  |
| 高             | 2.055米                 |
| 武裝           | 2挺7.92毫米MG34通用机枪 |
| 正面裝甲厚度   | 80毫米                  |
| 側面裝甲厚度   | 50毫米                  |
| 最高速度       | 25公里/时               |
| 最大行動距離   | 150公里                 |
| 傳動裝置       | 6前1後                  |
| 無線電通訊電台 | FuG2                    |

I號防空車
| 特別規格 | 特別規格                  |
| -------- | ------------------------- |
| 乘員     | 5人                       |
| 武裝     | 1门20毫米FlaK. 38 L/112.5 |
| 戰鬥重量 | 5.8吨                     |

在1941年以前，德國的防空戰車都是以半履帶車底盤為基礎，儘管半履帶車機動性能良好，但是薄弱的裝甲，若遇到敵人反裝甲武器便十分危險。
1940年的末期，德軍為了提高防空戰車越野性能以及裝甲防護性，提出以全履帶車輛底盤為基礎的防空戰車，此時，老舊的1號戰車已經於戰場退至後方擔任訓練戰車，德國工程師們遂利用1號戰車底盤來改裝成為防空戰車，並於1941年初由柏林的阿爾卡特公司完成24輛1號防空戰車，裝備了第614防空營的三個連(每連8輛)。:改裝完成的1號防空戰車，防護性能簡陋，僅在火砲前方裝設人員防盾，導致火力以及裝甲防護力都嫌不足。1號防空戰車配屬於614防空營，廣泛使用於德蘇戰場，直至1943年的史達林格勒攻防戰，這些1號防空戰車全部被摧毀，而部隊也灰飛煙滅了。
1943年東線戰場上曾繳獲過一些一號防空戰車被改裝上15mm MG 151/15型重機槍。
一號指揮戰車(Kleine Panzer Befehlswagen I，Sd.Kfz.265)
指揮坦克，最初多由B型進行改造。移除了原先的炮塔，改裝成與車身同寬的突起方型上層指揮結構和固定的四角型指揮塔，出入口開在指揮結構兩側，乘員並增加至三名。它同時裝有FuG2和FuG6電臺，多出的天線架在右側翼子板上。蘇德戰爭爆發後又加裝了更強的FuG8和FuG10電臺而成為後期型，框形天線環繞車體。1935年至1937年在一號戰車B型基礎上共改造了184輛指揮坦克，另有6輛是用Ａ型改造。這些車輛主要被分配到各裝甲單位，其中約有96輛參與了法國戰役，而之後的改良型也陸陸續續派到了蘇聯戰場。
| 特別規格       | 特別規格                             |
| -------------- | ------------------------------------ |
| 武裝           | MG13或MG34 7.92機槍 x 1              |
| 無線電通訊電台 | FuG2/FuG6(早期型) FuG8/FuG10(後期型) |

炸藥投放車 (Ladungsleger I Ausf A/B (zerstorerpanzer) - explosive charge layer)
攜帶50公斤爆炸物的車輛。兩種不同的型號只是投放裝置發生了改變。
他們是特別為工兵單位設計的，提供給他們用以攜帶延遲引爆的炸藥。
它們被使用在了德軍對西線發動的閃擊戰（例如第七裝甲師）和還有一些投入了蘇聯戰場。
| 特別規格 | 特別規格          |
| -------- | ----------------- |
| 武裝     | MG13 7.92機槍 x 2 |
| 戰鬥重量 | 5900kg            |

噴火戰車(Flammemwerfer I Ausf A - flamethrower tank)
一號戰車A型改裝成噴火戰車。
| 特別規格 | 特別規格                                                  |
| -------- | --------------------------------------------------------- |
| 武裝     | MG13 7.92機槍 x 1, Wechselapparat (Flamethrower Model 40) |
| 戰鬥重量 | 5300kg                                                    |

*其餘衍生型號:
一號戰車生產後，德國仍然持續摸索著裝甲部隊的操作方式以及潛在可能性，因此生產大量一號戰車的底盤進行各種改造；最早的衍生型是在西班牙內戰中為了彌補一號戰車虛弱的反戰車能力因此裝上大口徑機關炮，但那種屬於戰場現地改良而非德國原廠之設計，德國利用一號戰車的底盤設計出彈藥運輸車、裝甲回收車、自走炮等構型，這些設計中最成功的成品為SdKfz 265裝甲指揮車，這款指揮車構成了早期德軍裝甲師重要的通信鏈，並使得德國裝甲指揮官可比他國戰車部隊的傳統旗語指揮更多戰車。
Munitionsschlepper I Ausf A (Sd.Kfz.111) - light ammunition carrier

特種車輛編號SdKfz111。基於一號戰車A型底盤的輕型彈藥輸送車，無炮塔。
Munitionsschlepper I Ausf B - cargo/ammunition carrier

特種車輛編號SdKfz111。基於一號戰車B型底盤的彈藥/物資輸送車，無炮塔。
Sanitatskraftwagen I (Sd.Kfz.265) - armoured ambulance

特種車輛編號SdKfz265，裝甲救護車。
Pionier-Kampfwagen I - engineer tank

工程車。
Panzerjager I (Sd.Kfz.101) - 47mm Pak gun carrier

自走反坦克炮，裝備捷克柯斯達製造的47毫米口徑43.4倍徑A-5 P.U.V vz36火炮(反坦克炮)，乘員三人，基於一號戰車B型底盤，僅有一個前護盾，是當時第一種自行反坦克火炮。
Panzerjager I - 37mm Pak gun carrier

自走反坦克炮，裝備37mm反坦克炮。
Sturmpanzer I Bison (Sd.Kfz.101) - 150mm sIG 33 gun carrier

自走炮，裝備150mm sIG 33 L/11.4重型火炮，採用一號戰車B型的底盤。乘員三人，僅由前部一個10毫米的裝甲構成的護盾保護，上方和後面都沒有裝甲。僅在1940年2月由Alkett改裝了38輛，參加過法國、巴爾幹和蘇聯戰場的戰鬥。這是當時第一種自走炮。
Leichte Bergepanzer I - light recovery vehicle

輕型回收車。
Instandsetzungstrupp I - troop carrier / recovery vehicle

運輸/回收車。
Fahreschulewagen / Schulfahrzeuge I - training tank

訓練車，無砲塔與上層結構物。
Minenraumer I Ausf B - mine clearing vehicle 

(50 produced in 1938)一號戰車B型改裝成掃雷車。
Brueckenleger I Ausf A - light bridging vehicle 

(2 produced in 1939), 一號戰車A型改裝成架橋車。

## 使用國家
- 德国
- 保加利亚王国
- 中国：1936年订购了150辆一號戰車，抗战爆发时仅收到16辆（一说13辆，另说15輛），在南京保卫战中被日军缴获。
- 匈牙利王国
- 西班牙：西班牙內戰中，德國援助了西班牙国民军132輛一號戰車。內戰結束後，尚存94輛一號戰車戰車與4輛一號戰車指挥型。

## 外部連結
- 半壁江山-1号坦克情景（页面存档备份，存于）